# Pokolj u Voćinu 12. i 13. prosinca 1991.
Pokolj u Voćinu 12. i 13. prosinca 1991. je bio ratni zločin kojeg su počinile srpske postrojbe za vrijeme Domovinskog rata.
U ovom masakru srpske su snage ubile između 45 i 55 hrvatskih civila u Voćinu. Kasniji nalazi su došli do brojke od 47 hrvatskih civila.

## Kronologija
Prema izvješću Amnesty Internationala, srbijanske paravojne postrojbe, među njima "Beli orlovi" i "četnici", su prije povlačenja ubili najmanje 42 Hrvata, među njima i žene i starce, u selima Voćinu i Humu. Kada su napuštali Voćin, u noći 13. prosinca 1991. uništili su hrvatske kuće i ekplozivom razorili mjesnu katoličku crkvu staru preko 500 godina, u kojoj su skladištili oružje. Prema izvještajima, još 20-ak hrvatskih mještana u susjednim selima (Bokanama, Kraškoviću, Miokovićevu i Zvečevu) također je strijeljano.
Osebujnost ovog slučaja je to što je ovo najdokumentiraniji ratni zločin, jer su se inozemni medicinski stručnjaci na poziv Foreign Press Biroa iz Zagreba vrlo brzo pojavili na prizorištu zločina, čim su hrvatske snage oslobodile selo, omogućivši forenzičku istragu. Prema forenzičarskom izvješću objavljenom 19. prosinca u Zagrebu, pronađena su 43 leša: 15 je bilo žena od kojih je 12 imalo između 57 i 76 godina; a ostalo su bili muškarci, od kojih je 11 imalo između 60 i 84 godine. Većina je smaknuta vatrenim oružjem, no sedmero je bilo spaljeno a jedna je žrtva imala rane za koje se pretpostavlja da potječu od sjekire. Valja napomenuti da je jedna od žrtava bio S.N., 77-godišnji Srbin, koji je prema izvještaju za autopsiju preminuo od krvarenja. Mjesni svečenik je izjavio da je on poginuo u pokušaju da zaštiti svoje hrvatske susjede.
Mještani su novinarima izjavili da su odnosi sa Srbima u tom kraju bili dobri te da prva tri mjeseca nakon što su Srbi samovoljno preuzeli vlast u Voćinu nisu puno patili. No situacija se dramatično pogoršala kada su stigli "Beli orlovi" koji su počeli terorizirati Hrvate i tjerati ih na prisilni rad. Prema jednom svjedoku, srbijanska policija je upala u njihovu kuću i optužila njegovu obitelj da informiraju hrvatsku vlast, iako nisu imali radio prijenosnik. Svezali su ih i tukli, sve dok ih nije spasio srpski policajac koji ih je poznavao. Ipak, opljačkana im je i zapaljena kuća, a oca su smaknuli.
Zgrožen onime što je vidio u Voćinu, dr. Jerry Blaskovich iz Kalifornije, voditelj liječničke forenzičarske ekipe koja je istražila zločin, posvetio je veći dio svojeg slobodnog vremena da bi preko medija upoznao prije svega američku javnost sa stvarnim stanjem rata u Hrvatskoj, o kojem su vodeći američki mediji pod utjecajem srpske propagande prenosili iskrivljenu sliku. Uvid u zatečeno stanje u Voćinu imao je i američki senator Frank McCloskey pa su članovi američkog Kongresa dobili istinito izvješće iz prve ruke. Senator McCloskey nakon uviđaja u zločin u Voćinu koristio je riječ genocid da bi opisao djelovanje srpskih snaga u Hrvatskoj i kasnije u Bosni i Hercegovini i protivio se korištenju pojma građanski rat za srpsku agresiju, zbog čega je bilo došlo do nesuglasja između njega i članova njegove stranke, uključujući dužnosnike Clintonove Bijele kuće.

## Sudski postupci
Međunarodni sud za ratne zločine počinjene na području bivše Jugoslavije optužio je Vojislava Šešelja između ostalog i za progone, pljačkanje, razaranje kuća i ubojstva u Voćinu.
Slobodan Milošević je također optužen za zločine u Voćinu 1991.

## Ostalo
O stradanju Hrvata u Voćinu Dino Mataz snimio je dokumentarni film Voćin.

## Svjedočenja
- Fond za humanitarno pravo  Arhivirana inačica izvorne stranice od 28. rujna 2007. (Wayback Machine) Suđenje Miloševiću - Haški tribunal - Incidenti - Voćin
- Fond za humanitarno pravo  Arhivirana inačica izvorne stranice od 28. rujna 2007. (Wayback Machine) Suđenje Miloševiću - Haški tribunal - Voćin - napad na policijsku postaju
- Fond za humanitarno pravo  Arhivirana inačica izvorne stranice od 28. rujna 2007. (Wayback Machine) Suđenje Miloševiću - Haški tribunal - Podravska Slatina - napad JNA na policijsku postaju
- Fond za humanitarno pravo  Arhivirana inačica izvorne stranice od 28. rujna 2007. (Wayback Machine) Suđenje Miloševiću - Haški tribunal - Voćin - zauzimanje policijske postaje
- Fond za humanitarno pravo  Arhivirana inačica izvorne stranice od 28. rujna 2007. (Wayback Machine) Suđenje Miloševiću - Haški tribunal - Čojlug

## Vanjske poveznice
- Snimka žrtava masakra na YouTube
- Večernji list Dragutin Šantoši: Zločinci s Papuka još uvijek bez kazne, predstavljanje knjige Miroslava Gazde Ratni zločini za koje nitko nije odgovarao, 17. siječnja 2012.
- Naslovnica knjige Miroslava Gazde Ratni zločini za koje nitko nije odgovarao  Arhivirana inačica izvorne stranice od 20. rujna 2013. (Wayback Machine)
- Braniteljski portal Predstavljanje knjigeZločin za koji još nitko nije odgovarao autora Miroslava Gazde Braniteljski portal